# Juliana Domingos
Juliana de Jesus Domingos (Gravataí, 25 de agosto de 1986) é uma canoísta brasileira.
Foi um dos destaques da participação brasileira nos Jogos Sul-Americanos de 2010, em Medellín, na Colômbia, sendo o membro da delegação brasileira que mais ganhou medalhas na competição (seis no total, sendo quatro de ouro, uma de prata e uma de bronze).